# Cuina a la planxa

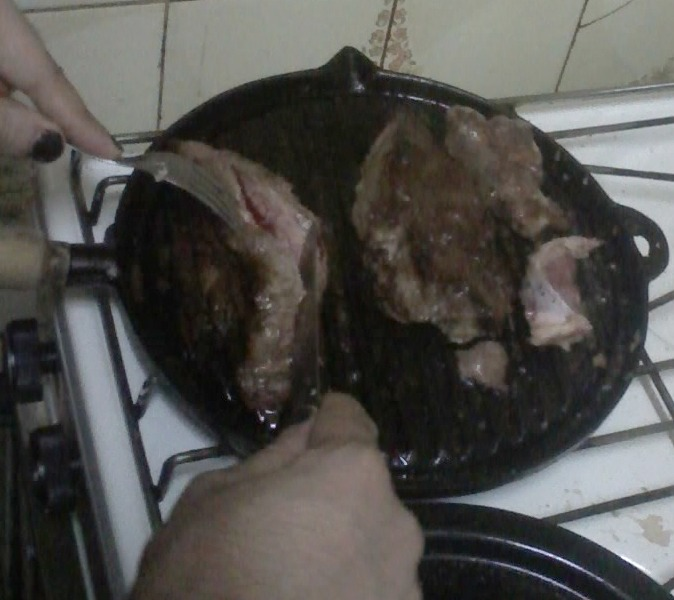
Cuinant carn a la planxa

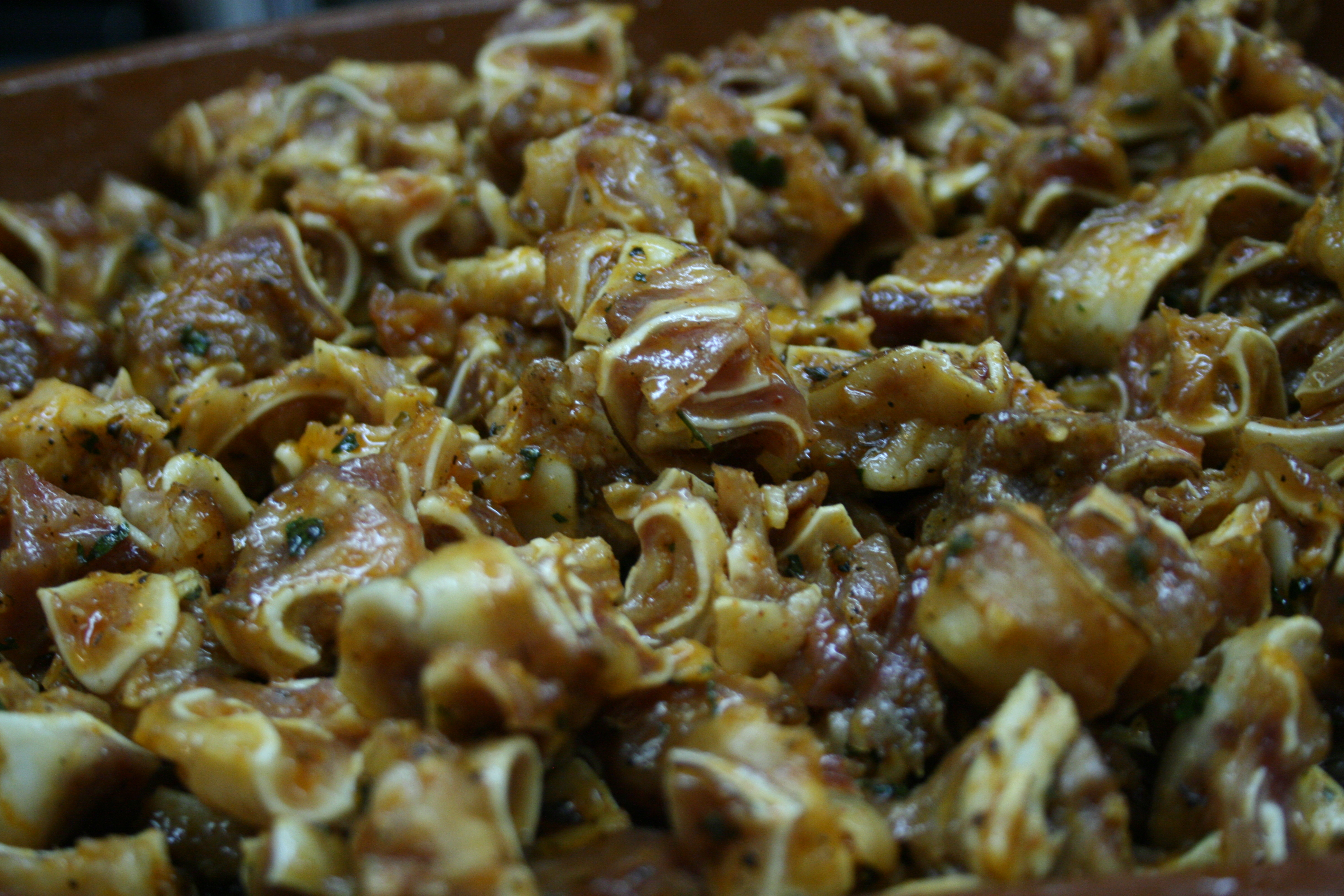
Orella de porc a la planxa

La cocció a la planxa és una tècnica de cocció que utilitza la distribució de l'escalfor sobre els aliments causada per la conductivitat tèrmica d'una paella o una planxa de metall calenta sense o amb molt poc greix. S'empra amb tot tipus d'aliments, incloent carn, peix, alguns mariscs, fruita i verdura.
Els aliments posats sobre la placa de metall es van cuinant perquè reben l'escalfor directament de la superfície de contacte, a diferència de la fregida, que es pot fer també en un estri similar però l'escalfor passa a través d'un líquid (oli o greix fos) del recipient a l'aliment. Es distingeix de la graella en què els aliments no toquen el foc ni el fogó i, per tant, no reben les aromes del fum que allibera el foc.
La cocció a la planxa és ràpida i poc homogènia, de manera que l'exterior es cou molt més ràpidament que l'interior, tret que els aliments s'hagin tallat prèviament en llesques molt fines. S'hi poden afegir petites quantitats de greix, fines herbes o alguns condiments als aliments quan estan sobre la planxa, però si es volen afegir salses, per exemple, aquestes s'han de preparar a part i afegir-les al plat amb posterioritat a la cocció. De fet, com el resultat pot ser més aviat sec, no és rar afegir després a l'aliment algun oli d'oliva cru, suc de llimona o alguna salsa freda com per exemple la maionesa, l'allioli o el romesco.